# Анвар Садат (УДК)
«А́нвар Сада́т» — универсальный десантный корабль-вертолётоносец типа «Мистраль», пятый корабль в серии кораблей типа «Мистраль». 
Корабль заложен 18 июня 2013 года и был спущен на воду 20 ноября 2014 года.
Изготовитель основной части корпуса — французская компания STX France (французское подразделение STX Europe), кормовой части — российская компания Балтийский завод.
Изначально разрабатывался и строился для ВМФ России и получил название «Севастополь». Наименование кораблю было дано в феврале 2012 года в честь города Севастополя, ещё до его российской аннексии (произошла в 2014 году). Из-за аннексии Крыма и войны в Донбассе Франция отказалась передать корабль российской стороне.
В первом квартале 2016 года корабль был передан ВМС Египта и был переименован в честь третьего президента Египта Анвара Садата.

## История строительства
Контракт на строительство двух «Мистралей» на сумму 1,2 млрд евро был подписан в июне 2011 года. Всего планировалось заказать у Франции 4 вертолётоносца класса «Мистраль», однако затем было решено отказаться от производства двух последних кораблей во Франции и было запланировано строить их по лицензии в России с 2016 года.
В некоторых сообщениях прессы о российских «Мистралях» иногда приводятся ТТХ этого проекта, несколько отличающиеся от французского варианта. Например:
- Общая длина корпуса — 199 м.
- Ширина — 32 м.
- Высота борта на уровне полётной палубы — 27 м.
- Осадка при водоизмещении 22 600 т — 6,42 м.
- Максимальная скорость при осадке 6,42 м равна 18,5 узла при 100 % мощности азиподов (3,5 МВт).
- Экипаж составляет 177 человек.
- Число пассажиров — 481.

В строящиеся для ВМФ РФ корабли по требованию российской стороны был внесён ряд изменений по сравнению с французским проектом:
1. Был изменён фактически до ледового класса состав сплавов стали для корпусов кораблей, что позволяет их применять в северных широтах, в том числе в условиях сложной ледовой обстановки.
2. Увеличена высота УДК, поскольку были переоборудованы внутренние доки корабля для швартовки вертолётов большего размера типа Ка-28 и Ка-52К.
3. В конструкции кораблей предусмотрены места для установки дополнительного вооружения и, в частности, средств ПВО для отражения воздушных налётов, а также скорострельного артиллерийского вооружения и крупнокалиберных автоматических установок для отражения нападений с моря. Усиление вооружения позволит применять УДК в открытом море с меньшим сопровождением надводных кораблей охранения. (По информации на 7.5.2014 решение об усилении защитного и ударного вооружения российских ДВКД «Владивосток» и «Севастополь» пока не принято[6])
4. Немного изменены жилищные условия[7].

Корабль официально заложен 18 июня 2013 года во Франции, в Сен-Назере, на верфи Chantiers de l’Atlantique. Кормовая часть заложена отдельно 4 июля 2013 года на ОАО «Балтийский завод». Спуск кормы на воду произведён 5 мая 2014 года. Транспортировка кормы на французскую верфь, где была произведена её стыковка с носовой частью, произведена 12 июня 2014 года. До этого времени у причальной стенки Балтийского завода производились достроечные мероприятия, не требующие пребывания кормовой части в сухом доке. Начало буксировки кормы, спущенной на воду 30 апреля 2014 года, на французскую верфь компании STX в Сен-Назере была начата 05 мая 2014 года и заняла 3 недели.
Корабль был спущен на воду 20 ноября 2014 года.
Передача корабля «Севастополь» России была запланирована на конец 2015 года. Однако оглашалось, что в связи с санкциями Евросоюза по отношению к России, обусловливающими отказ Франции передавать заказанные корабли, Франция ищет нового покупателя на них среди США, Евросоюза, Бразилии и других стран.
6 августа 2015 главы двух государств России и Франции «приняли совместное решение о прекращении действия контракта на строительство и поставку двух десантно-вертолётных кораблей-доков типа „Мистраль“, подписанного в июне 2011 года».
23 сентября 2015 года стало известно, что Египет договорился с Францией о покупке двух кораблей типа «Мистраль», предназначавшихся для поставки в Россию.. 10 октября был подписан контракт о покупке.
Осенью 2016 года египетская сторона обратилась к России с просьбой продать им 50 вертолётов Ка-52К и Ка-29/31, ранее предназначавшихся для этих кораблей.
С 2017 г. Россия ведёт переговоры с Египтом также об оборудовании кораблей российскими системами вооружения, средства радиоэлектронной борьбы и системами связи; общая стоимость контракта более 1 млрд долл.